# برزوفکا (شهرستان آئورگازینسکی، باشقیرستان)
برزوفکا (به لاتین: Berezovka) یک منطقهٔ مسکونی در روسیه است که در باشقیرستان واقع شده‌است.